# Jakub Flor
Jakub (Jack) Flor (2. listopadu 1895, Stanětice – 30. července 1980, Hradišťany) byl myslivecký spisovatel, lesník, autor čas.článků, knih, přírodních črt a mysliveckých fejetonů.

## Život
Narodil se v rodině myslivce ve Staněticích. Lásku k lesu a přírodě získal už v rodné hájovně. Už od studentských let, uveřejňoval Jakub Flor své drobné literární práce, především fejetony v domažlických týdenících. Na radu svého oblíbeného učitele Jana Vrby odešel studovat na odbornou lesnickou školu do jihomoravské Jemnice. Po ukončení školy a po krátké adjunktuře na trhanovském panství se stal, jako jeho otec a děd, revírníkem na tehdy svěřeném statku hrabat Rziszewských, později Schönbornů. Byly mu přiděleny revíry Podzámčí a Stanětice. Uměl dobře léčit zvěř a tak se na něho často obraceli myslivci i ze vzdálených revírů. Vášnivý ochránce přírody, který ještě ve vysokém věku chodil hlubokým sněhem do lesa denně krmit a zachraňovat zvěř zemřel 30. července 1980, ve chvíli, kdy sám proti sobě před svou hájovnou v Hradišťanech obrátil loveckou pušku. V pozůstalosti zůstaly také svazečky básní a životní paměti „Zelená služba“ a „Zelená penze“.
Jeho manželkou byla vdova Marie Bečvářová rozená Adamovicová (1896–1952 ve Státní léčebně psychiatrické v Dobřanech). S níž měl jediné společné dítě syna Jacka (zemřel při autonehodě).

## Dílo
- Na Jarčině vyhlídce (1934)
- Halali (1936)
- Oběť soucitu (1937)